# گمینا موشچنگتسا (استان ووتسکی)
گمینا موشچنگتسا (استان ووتسکی) (به لهستانی:  Gmina Moszczenica) یک گمینا در لهستان است که در شهرستان پیوترکوف واقع شده‌است. گمینا موشچنگتسا ۱۱۱٫۶۳ کیلومتر مربع مساحت و ۱۲٬۷۶۶ نفر جمعیت دارد.